# Thomas Burkett
Thomas Burkett (* 1762 in Bath; † 29. Oktober 1792 in Portsmouth) war ein englischer Seemann auf dem britischen Handelsschiff HMS Bounty, der als Meuterer zum Tode verurteilt und hingerichtet wurde.

## Leben

### Auf der Bounty

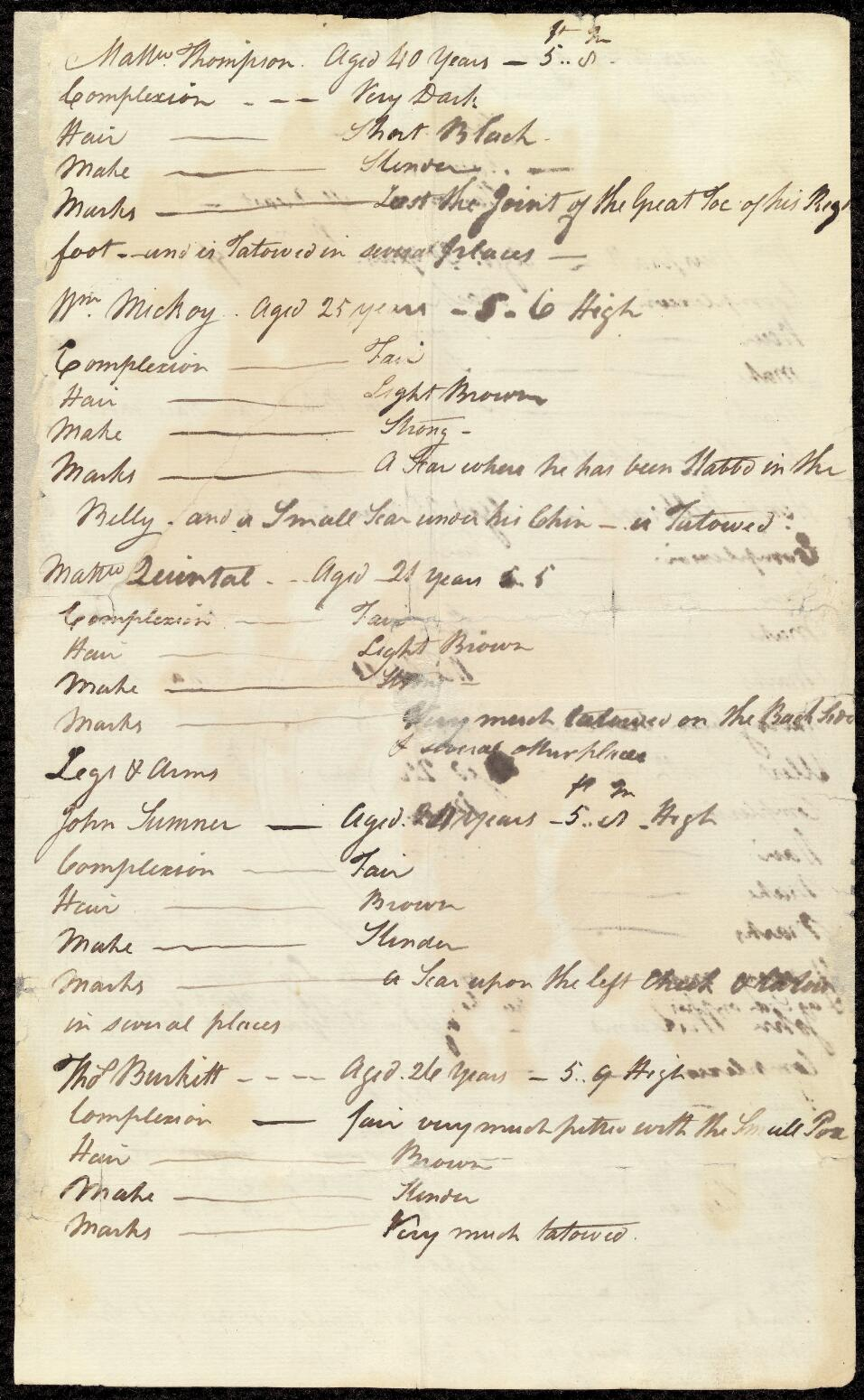
Eine Seite aus Blighs persönlichem Notizbuch mit seiner Beschreibung von Matthew Thompson, William McCoy, Matthew Quintal, John Sumner und Thomas Burkett. National Library of Australia.

Burkett (auch Burkitt geschrieben) diente im Jahr 1786 auf der HMS Hector unter Kapitän Sir John Collins. Der ihm damals vorgesetzte Offizier, Leutnant J. Doling, legte später eine Charakterbeschreibung zu seiner Verteidigung vor, der nach er ein nüchterner und pflichtbewusster Seemann war, dem man vertrauen konnte. Er konnte lesen und schreiben. Am 7. September 1787 schrieb er sich in Deptford als Vollmatrose (Able Seaman) im Alter von 25 Jahren und aus Bath, Somerset, stammend in die Musterungsrolle der Bounty unter Lt. William Bligh ein. Die Mission der Bounty, die Brotfrucht von Tahiti nach Jamaika zu transportieren, begann am 23. Dezember 1787.
Während der gesamten Reise und des mehrmonatigen Aufenthalts auf Tahiti ist Burkett in keiner nennenswerten Weise aufgefallen. Steuermann John Fryer bestätigte ihm eine gewissenhafte Pflichterfüllung und auf Fähnrich John Hallet hatte er einen ruhigen und anständigen Eindruck gemacht. Am 28. April 1789 gehörte er der von Fletcher Christian geführten dritten Deckwache an, die um vier Uhr morgens ihren Dienst aufgenommen hatte. Bewaffnet mit einem Entermesser betrat er kurz nach fünf Uhr mit Christian, Charles Churchill und John Mills die Kapitänskajüte und beteiligte sich an der Festsetzung Blighs, der danach mit den Händen auf dem Rücken gefesselt auf das Achterdeck geführt und dort am Besanmast festgehalten wurde. In allen späteren Zeugenaussagen wurde Burkett als einer der aktiven Meuterer beschrieben, der hauptsächlich auf dem Achterdeck in der Nähe des Steuerrads stehend mit einer Muskete bewaffnet und einen Kartuschengürtel tragend dabei half, Bligh in Schach zuhalten. Dem loyalen Kanonier William Peckover reichte er einige Kleidungsgegenstände in die Barkasse. Von Bligh wurde er folgend beschrieben: Thos. Burkitt, 26 Jahre alt, 5 Fuß und 9 Zoll hoch, heller Teint, stark von den Pocken gezeichnet, braunes Haar; kräftig gebaut und sehr stark tätowiert.

### Auf Tahiti
Während des Siedlungsversuchs der Meuterer auf Tubuai wurde Burkett bei den kriegerischen Auseinandersetzungen mit den Einheimischen von einem Speer getroffen. Doch ein tieferes Eindringen der Speerspitze wurde von einer seiner Rippen verhindert, so dass er von der Verwundung schnell genesen konnte. Bei der Rückkehr nach Tahiti am 22. September 1789 gehörte er zu jenen sechzehn Seemännern, die nach der Abfahrt der Bounty am Abend desselben Tages hier zurückgeblieben sind.
Auf Tahiti war Burkett beim Bau eines Schoners in der Matavai-Bucht und auch in der Kommunikation mit den einheimischen Häuptlingen engagiert. Wie alle Seemänner unterstützte er dabei Matte (alias Tynah, Otoo, Pomaré I.) im Kampf gegen dessen Feinde. Auch bereiste er zwecks der Materialbeschaffung häufig das Innere der großen und kleinen Halbinsel und informierte mittels Briefpost seine in der Bucht arbeitenden Kameraden über diverse Vorkommnisse. Am 10. April 1790 nahm er im Haus von Charles Churchill auf der kleineren Halbinsel an einem Umtrunk mit Matthew Thompson teil, worauf er am Morgen des folgenden Tages ein Ohrenzeuge der Ermordung Churchills wurde, als er gerade bei der Wasserung seines Kanus am Strand den Schuss hörte, den Thompson auf Churchill abgefeuert hatte. 
Als am 23. März 1791 die HMS Pandora in die Matavai-Bucht einlief, hielt sich Burkett mit einigen anderen Kameraden in einem der Distrikte an der Südküste Tahitis auf. Übereilt unternahmen sie mit ihrem Schoner einen Seegang, doch wurden sie unter widrigen Winden an die Küste zurückgetrieben. Mit einigen anderen setzte er sich daher in das Landesinnere ab, um sich dort zu verstecken. Doch ergaben sie sich hier kampflos der von Leutnant Thomas Hayward angeführten Marineinfanterietruppe, worauf sie am 9. April auf ihrem Schoner als Gefangene auf die Pandora gebracht wurden. An Händen und Füßen in Ketten gelegt, wurden sie hier in die auf Deck errichtete Käfigvorrichtung („Pandora’s Box“) gesperrt. Bei der Havarie des Schiffs am Great Barrier Reef am 29. August 1791 war Burkett einer der zehn von vierzehn Gefangenen, die sich von ihren Ketten befreien und von dem untergehenden Schiff retten konnten. Erneut in Ketten gelegt, erreichten sie auf der HMS Gorgon am 19. Juni 1792 den Hafen von Portsmouth.

### Verurteilung
Am 21. Juni 1792 wurden die Gefangenen auf die im Hafen ankernde HMS Hector überstellt, dem Schiff, auf dem Burkett noch sechs Jahre zuvor gedient hatte. Auf der nebst ihr liegenden HMS Duke wurde am 12. September unter dem Vorsitz von Admiral Hood ein Seegericht einberufen, vor dem sie sich zu verantworten hatten. Die Anklage lautete meuterisches Davonlaufen auf dem Schiff Bounty und Desertieren aus dem Dienst seiner Majestät.
Von den einfachen Matrosen die unter Anklage standen, hatte Burkett die ausführlichste Verteidigung sowohl mündlich wie schriftlich dargelegt. Zuvor hatte er sich offenbar mit den anderen als Haupttäter betrachteten William Muspratt, John Millward und Thomas Ellison abgesprochen, da sie ähnlich wie er argumentierten. Demnach sei er von Christian zur Teilnahme an der Meuterei gezwungen worden, der ihn mit vorgehaltener Pistole dazu genötigt habe, eine Muskete in die Hand zu nehmen. An der Gefangennahme Blighs in dessen Kabine habe er nicht teilgenommen und nachdem Fryer mit James Morrison eine Rückeroberung des Schiffes diskutiert hatte, hätten er und seine mitangeklagten Kameraden sich solidarisch zu diesem Vorhaben erklärt. Nachdem aber Fryer zum Umstieg in die Barkasse gezwungen wurde und eine Rückeroberung damit aussichtslos geworden war, hätten sie ihre Waffen niedergelegt. Weder Fryer noch irgendein anderer der von ihnen aufgerufenen Zeugen konnte, oder wollte diese Aussage bestätigen, worauf die Angeklagten am 18. September für schuldig befunden um zum Tod durch Erhängen verurteilt wurden.
Die Delinquenten wurden am 28. Oktober auf die HMS Brunswick überstellt. Durch das Abfeuern einer Kanone und das Hissen der gelben Signalflagge („Yellow Jack“) am Morgen des folgenden Tages um neun Uhr wurde die Exekution eingeleitet, die die Aufmerksamkeit des gesamten Hafens auf sich zog. Nach dem Bericht eines Beobachters sollen die Verurteilten mit einer würdevollen Standhaftigkeit ihren letzten Gang vollendet haben, auf dem ihnen von ihren Kameraden von der Bounty nur James Morrison ein Geleit gab. Eine halbe Stunde später wurden sie an einer Rah des Schiffes gehängt, Burkett am Steuerbordende, Millward und Ellison am Backbordende. Nach zwei Stunden im Regend hängend, wurden ihre Leichen abgenommen und am folgenden Tag an das Haslar Marinekrankenhaus überstellt, auf dessen Friedhof sie beerdigt wurden.
Auf Tahiti hatte Burkett einen mit einer Einheimischen gezeugten Sohn hinterlassen, über dessen weiteres Schicksal keine Informationen vorliegen.

## Fiktionale Darstellung
- Meuterei auf der Bounty (1935), dargestellt von Donald Crisp.
- Meuterei auf der Bounty (1962), dargestellt von Gordon Jackson (als Edward Burkett).

## Erlebnisberichte
- William Bligh: A voyage to the South sea, undertaken by command of His Majesty, for the purpose of conveying the bread-fruit tree to the West Indies, in His Majesty’s ship the Bounty, commanded by Lieutenant William Bligh. London 1792.
- Edward Edwards: Voyage of H.M.S. ‘Pandora’ despatched to arrest the mutineers of the ‘Bounty’ in the South Seas, 1790–91. Hrsg. von Basil Thomson. London 1915.
- George Hamilton: A Voyage Round the World, in His Majesty’s Frigate Pandora. Performed Under the Direction of Captain Edwards in the Years 1790, 1791, and 1792. Sydney 1998.
- James Morrison: Mutiny and Aftermath: James Morrison’s Account of the Mutiny on the Bounty and the Island of Tahiti. Hrsg. von Vanessa Smith, Nicholas Thomas. University of Hawaiʻi Press 2013.

## Weblink
- whalesite.org

| Personendaten    | Personendaten      |
| ---------------- | ------------------ |
| NAME             | Burkett, Thomas    |
| ALTERNATIVNAMEN  | Burkitt, Thomas    |
| KURZBESCHREIBUNG | britischer Seemann |
| GEBURTSDATUM     | 1762               |
| GEBURTSORT       | Bath               |
| STERBEDATUM      | 29. Oktober 1792   |
| STERBEORT        | Portsmouth         |